# Bistum Noyon

Wappen der Bischöfe von Noyon

Das Bistum Noyon ist ein ehemaliges französisches Bistum.

## Geschichte
531 wurde das Bistum Noyon aus dem aufgelösten Bistum Saint Quentin gegründet und wurde wie dieses dem Erzbistum Reims als Suffraganbistum unterstellt. Damals ließ sich der Heilige Medardus von Noyon, der zuvor in Vermandois sein Sitz hatte, in Noyon nieder. Die erste Erwähnung als Bischof von Noyon erfolgte 614 durch Berthmundus auf dem Konzil von Paris.
Zwischen 626 und 1146 war es mit dem Bistum Tournai vereinigt. 1146 teile Papst Eugen III. die Bistümer und ernannte für Tournai einen eigenen Bischof. Etwa zu gleichen Zeit wurde die Bischöfe in einen Rang eines Pair de France erhoben.
Am 11. November 1801 löste Papst Pius VII. mit der päpstlichen Bulle Qui Christi Domini das Bistum auf.
Ein päpstliches Breve vom 12. April 1851 erlaubte es dem Bischof von  Beauvais sich Bischof von Beauvais, Noyon und Senlis zu nennen.